# Vitória Cristina Rosa
Vitória Cristina Silva Rosa (* 12. Januar 1996 in Rio de Janeiro) ist eine brasilianische Leichtathletin, die sich auf den Sprint spezialisiert hat. Mit aktuell neun Titeln bei Südamerikameisterschaften sowie einer Goldmedaille bei den Panamerikanischen Spielen und den Südamerikaspielen zählt sie zu den erfolgreichsten südamerikanischen Sprinterinnen. Zudem ist sie aktuelle Inhaberin des Südamerikarekordes im 200-Meter-Lauf.

## Sportliche Laufbahn
Erste Erfahrungen bei internationalen Meisterschaften sammelte Vitória Cristina Rosa bei den Jugendweltmeisterschaften in Donezk 2013. Dort gelangte sie über 100 Meter in das Halbfinale, in dem sie mit 11,98 s und mit der brasilianischen Sprintstaffel (1000 Meter) schied sie mit 2:11,20 min in der Vorrunde aus. 2014 qualifizierte sie sich für die Juniorenweltmeisterschaften in Eugene und gelangte dort erneut über 100 und 200 Meter in das Semifinale und schied dort mit 11,75 s und 24,01 s aus. Zudem erreichte sie mit der 4-mal-100-Meter-Staffel das Finale, konnte ihren Lauf dort aber nicht beenden. Bei den U23-Südamerikameisterschaften in Montevideo gewann sie in 11,64 s die Bronzemedaille über 100 Meter hinter der Venezolanerin Andrea Purica und ihrer Landsfrau Bruna Farias. Zudem siegte sie in 45,44 s im Staffelbewerb. Im Jahr darauf gewann sie bei den Juniorensüdamerikameisterschaften in Cuenca in 23,48 s die Silbermedaille im 200-Meter-Lauf und siegte in 44,67 s mit der Staffel. Anschließend verpasste sie bei den Südamerikameisterschaften in Lima in 11,66 s als Vierte über 100 Meter nur knapp eine Medaille und mit der Staffel gewann sie in 44,43 s Silber hinter der Mannschaft aus Venezuela. Zudem wurde sie auch in 23,66 s Vierte über 200 Meter. Daraufhin nahm sie an den Panamerikanischen Spielen in Toronto teil und gelangte dort bis ins Halbfinale über 200 Meter und schied dort mit 23,14 s aus und wurde mit der Staffel in 43,01 s Vierte. Dann belegte sie bei den Panamerikanischen-Juniorenmeisterschaften in Edmonton in 11,58 s den fünften Platz über 100 Meter und gewann in 23,42 s die Silbermedaille über 200 Meter. Mit ihren Leistungen qualifizierte sie sich auch für die Weltmeisterschaften in Peking, bei denen sie über 200 Meter mit 23,32 s im Vorlauf ausschied und auch mit der Staffel mit 43,15 s bereits in der Vorrunde ausschied. Im Oktober gewann sie bei den Militärweltspielen im südkoreanischen Mungyeong in 43,87 s die Goldmedaille mit der Staffel und belegte im 200-Meter-Lauf in 23,81 s den siebten Platz. 2016 schied sie bei den Ibero-amerikanischen Meisterschaften in Rio de Janeiro über 200 Meter mit 23,95 s in der Vorrunde aus. Wenig später scheiterte sie bei den Olympischen Spielen über 200 Meter bis in das Semifinale zu gelangen und schied dort mit 23,35 s aus. Anschließend siegte sie bei den U23-Südamerikameisterschaften in Lima in 23,95 s über 200 Meter und gewann im Staffelbewerb in 45,74 s die Silbermedaille hinter dem Team aus Ecuador.
Bei den IAAF World Relays 2017 auf den Bahamas gelangte sie in der 4-mal-100-Meter-Staffel das Finale, konnten dort das Rennen aber nicht beenden. Anschließend siegte sie in 22,67 s bei den Südamerikameisterschaften in Luque über 200 Meter und siegte auch im Staffelbewerb in 43,12 s. Anschließend schied sie bei den Weltmeisterschaften in London mit 23,31 s im Halbfinale über 200 Meter aus und belegte mit der Staffel mit 42,63 s im Finale den siebten Platz. Im Jahr darauf qualifizierte sie sich über 60 Meter für die Hallenweltmeisterschaften in Birmingham, bei denen sie mit 7,39 s in der ersten Runde ausschied. Bei den Südamerikaspielen in Cochabamba siegte sie in 22,87 s über 200 Meter und gewann im 100-Meter-Lauf in 11,23 s die Bronzemedaille hinter den beiden Ecuadorianerinnen Marizol Landázuri und Ángela Tenorio. Anschließend siegte sie in beiden Bewerben in 11,33 s und 22,90 s bei den Ibero-Amerikanischen Meisterschaften in Trujillo und auch beim Leichtathletik-Continentalcup in Ostrava mit der südamerikanischen 4-mal-100-Meter-Staffel in 42,11 s. Anschließend siegte sie bei den U23-Südamerikameisterschaften in Cuenca in 23,04 s über 200 Meter und gewann über 100 Meter in 11,17 s die Silbermedaille hinter Ángela Tenorio. 2019 wurde sie bei den World Relays in Yokohama in 43,75 s Vierte in der 4-mal-100-Meter-Staffel und gewann anschließend bei den Südamerikameisterschaften in Lima drei Goldmedaillen. Über 100 Meter siegte sie in 11,24 s und im 200-Meter-Lauf in 22,90 s und im Staffelbewerb siegte sie in 44,70 s. Im Juli erreichte sie bei der Sommer-Universiade in Neapel über 100 Meter das Finale und belegte dort in 11,41 s den fünften Platz. Bei den Panamerikanischen Spielen 2019 in Lima trat sie in drei Disziplinen an. Über 100 Meter gewann sie in 11,30 s die Silbermedaille hinter der Jamaikanerin Elaine Thompson und auch über 200 Meter wurde sie mit neuer Bestzeit von 22,62 s Zweite hinter Shelly-Ann Fraser-Pryce aus Jamaika und mit der 4-mal-100-Meter-Staffel Brasiliens gewann sie in 43,04 s die Goldmedaille. Damit qualifizierte sie sich auch für die Weltmeisterschaften in Doha, bei denen sie über 100 Meter mit 11,41 s im Vorlauf ausschied, wie auch über 200 Meter mit 23,81 s. Zudem wurde sie mit der Staffel in der Vorrunde disqualifiziert. Im Oktober gewann sie dann bei den Militärweltspielen in Wuhan in 11,40 s die Bronzemedaille über 100 Meter der Französin Carolle Zahi und ihrer Landsfrau Rosângela Santos. Über 200 Meter wurde sie im Vorlauf disqualifiziert und im Staffelbewerb siegte sie in 43,29 s. 2020 siegte sie in 11,30 s beim Grande Prêmio Brasil Caixa und bei den World Athletics Relays 2021 im polnischen Chorzów wurde sie im Vorlauf disqualifiziert. Ende Mai siegte sie bei den Südamerikameisterschaften in Guayaquil in 11,31 s über 100 Meter sowie in 23,10 s auch im 200-Meter-Lauf. Anschließend scheiterte sie bei den Olympischen Spielen in Tokio mit 23,59 s in der ersten Runde aus und verpasste dort mit 43,15 s den Finaleinzug.
2022 gewann sie bei den Hallensüdamerikameisterschaften in Cochabamba in 7,25 s die Silbermedaille im 60-Meter-Lauf hinter ihrer Landsfrau Rosângela Santos. Anschließen startete sie bei den Hallenweltmeisterschaften in Belgrad und stellte dort im Halbfinale mit 7,14 s einen neuen Südamerikarekord auf und gelangte dann im Finale nach 7,21 s auf Rang acht. Im Mai siegte sie in 11,22 s über 100 Meter sowie in 23,53 s über 200 Meter bei den Ibero-Amerikanischen Meisterschaften in La Nucia und schied im Juli bei den Weltmeisterschaften in Eugene mit 11,20 s in der ersten Runde über 100 Meter aus. Über 200 Meter erreichte sie das Halbfinale und schied dort mit neuem Südamerikarekord von 22,47 s aus und löste damit ihre Landsfrau Ana Cláudia Lemos als Rekordhalterin ab. Im Oktober nahm sie an den Südamerikaspielen in Asunción, schied dort aber mit 12,26 s in der Vorrunde über 100 Meter. Im Jahr darauf siegte sie in 11,17 s zum dritten Mal in Folge über 100 Meter bei den Südamerikameisterschaften in São Paulo und sicherte sich auch im Staffelbewerb in 43,47 s gemeinsam mit Ana Azevedo, Bárbara Leôncio und Rosângela Santos die Goldmedaille. Anschließend schied sie bei den Weltmeisterschaften in Budapest mit 11,57 s in der ersten Runde über 100 Meter aus und kam auch über 200 Meter mit 23,86 s nicht über den Vorlauf hinaus. Zudem verpasste sie mit der Staffel mit 43,46 s den Finaleinzug. 2024 siegte sie in 7,32 s über 60 Meter bei den Hallensüdamerikameisterschaften in Cochabamba. Im März schied sie bei den Hallenweltmeisterschaften mit 7,32 s in der ersten Runde aus. Im Mai gewann sie bei den Ibero-Amerikanischen Meisterschaften in Cuiabá in 11,23 s die Silbermedaille über 100 Meter hinter der Puerto-Ricanerin Gladymar Torres und mit der Staffel siegte sie in 43,54 s. Kurz zuvor gelangte sie bei den World Athletics Relays in Nassau in 43,51 s auf den fünften Platz im 2. Qualifikationsrennen für die Olympischen Spiele in der 4-mal-100-Meter-Staffel. Im August schied sie bei den Olympischen Sommerspielen in Paris mit 12,02 s im Vorlau über 100 Meter.
2025 siegte sie bei den Südamerikameisterschaften in Mar del Plata in 11,21 s zum vierten Mal in Folge über 100 Meter. Über 200 Meter gewann sie in 23,25 s die Silbermedaille hinter der Ecuadorianerin Nicole Caicedo.
In den Jahren 2017, 2018 und 2022 wurde Rosa brasilianische Meisterin im 200-Meter-Lauf sowie 2018 und 2022 auch über 100 Meter sowie in der 4-mal-100-Meter-Staffel.

## Persönliche Bestzeiten
- 100 Meter: 11,03 s (+0,3 m/s), 6. Juli 2018 in Guadalajara
  - 60 (Meter): 7,14 s, 18. März 2022 in Belgrad (Südamerikarekord)
- 200 Meter: 22,47 s (+1,4 m/s), 19. Juli 2022 in Eugene (Südamerikarekord)